# Ipnista marina
Ipnista marina är en fjärilsart som beskrevs av Druce 1891. Ipnista marina ingår i släktet Ipnista och familjen nattflyn. Inga underarter finns listade i Catalogue of Life.